# 正蓮寺川出入口
正蓮寺川出入口（しょうれんじがわでいりぐち）は、大阪府大阪市此花区の阪神高速道路2号淀川左岸線の出入口である。海老江JCT方面のみ接続するハーフICである。海老江JCT方面からユニバーサル・スタジオ・ジャパンへは、当出入口が最寄りとなる。

## 周辺
- ユニバーサル・スタジオ・ジャパン
- 安治川口駅 （JRゆめ咲線）
- 新大阪郵便局
- 専修寺
- 本真寺

## 隣
阪神高速2号淀川左岸線
(2-03)島屋出入口 - 島屋東入口（廃止） - (2-04)正蓮寺川出入口 - (2-05)大開出入口